# Feltre
Feltre (venetianska: Fèltre) är en stad och kommun i provinsen Belluno i regionen Veneto i Italien. Den är belägen söder om Dolomiterna. Kommunen hade 20 560 invånare (2018). Feltre är känd för sin palio även om den inte är lika känd för det som Siena.